# Rozwalista Turnia

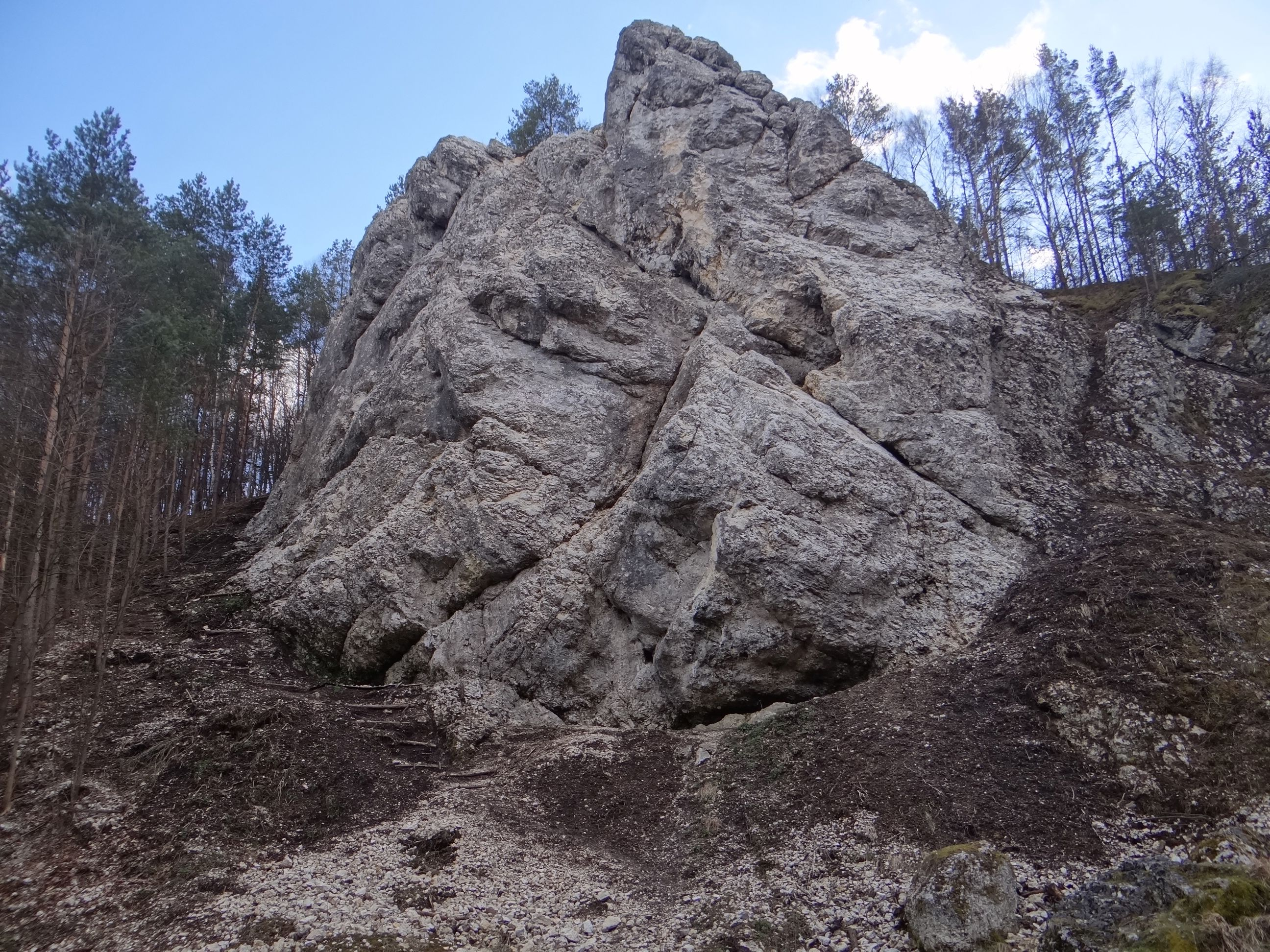
Rozwalista Turnia 2020 r.

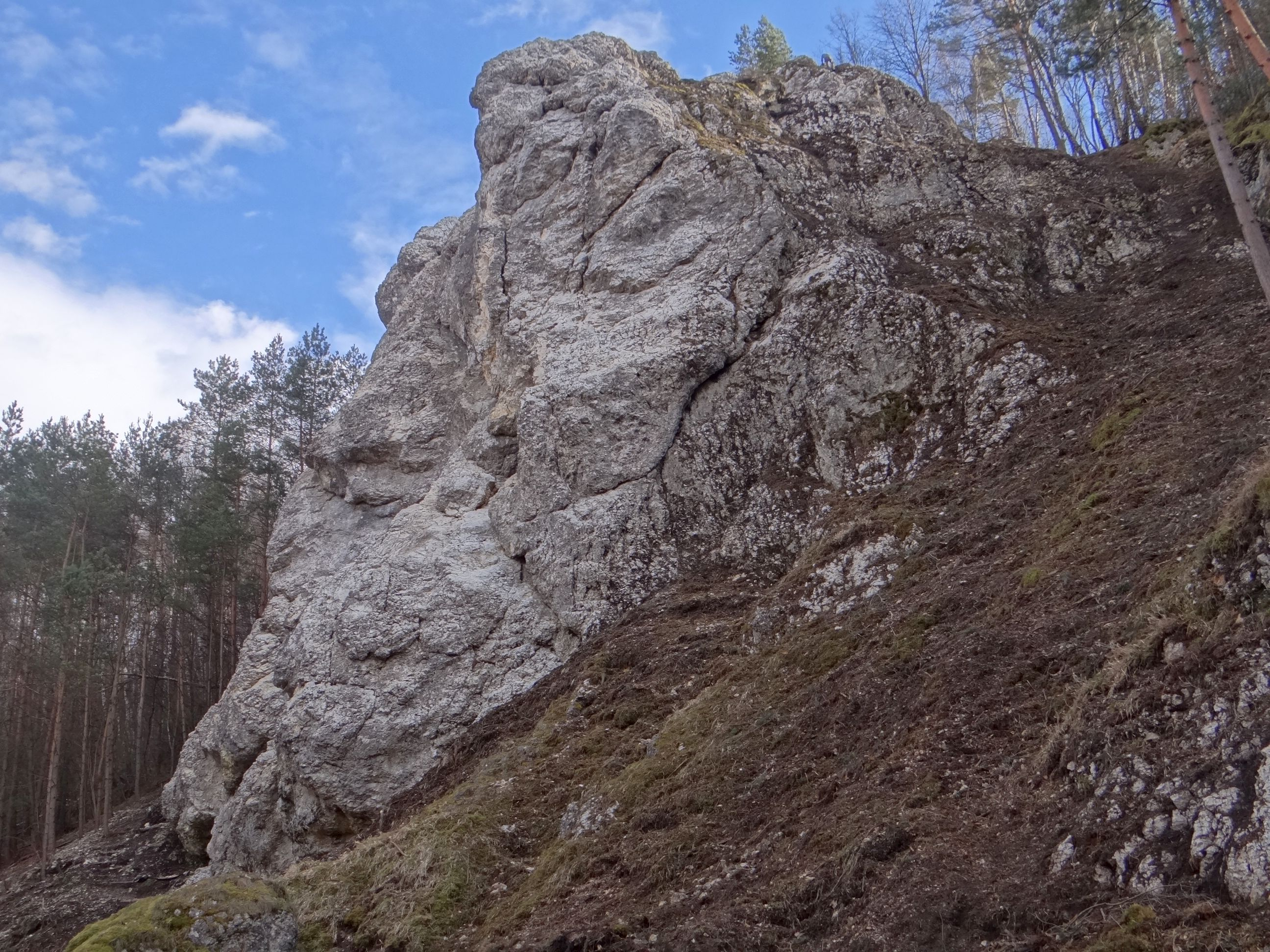
Rozwalista Turnia 2020 r.

Rozwalista Turnia – wapienna skała w Dolinie Kobylańskiej na Wyżynie Olkuskiej, w miejscowości Kobylany, w gminie Zabierzów, powiecie krakowskim, województwie małopolskim. Znajduje się na zakręcie środkowej części doliny, w jej orograficznie lewych zboczach, nieco powyżej Dwoistej Turni.
Jest to rozległa skała o wysokości do 40 m i znajduje się w lesie. Na jej stromych, miejscami pionowych skałach o wystawie północno-wschodniej wspinacze skalni poprowadzili 4 drogi wspinaczkowe o trudności IV – VI.1 w skali Kurtyki. Nie posiadały stałych punktów asekuracyjnych, skała była też w znacznym stopniu zarośnięta roślinnością. W latach 2019–2020 grupa wspinaczy z portalu Wspinanie dokonała jej oczyszczenia z roślinności i kruszyzny. Poprowadzono 30 nowych dróg wspinaczkowych, które zostały obite stałymi punktami asekuracyjnymi. Skała jest jednak bardzo krucha. Mimo ogromnej pracy jaką wykonano, nadal zdarzają się luźno z masywem połączone skały i niepewne chwyty.
W Rozwalistej Turni, oraz w sąsiednich skałkach obok jej szczytu znajduje się kilka jaskiń i schronisk: Dziupla w Rozwalistej Turni, Jaskinia Wielka Strąka, Okap w Rozwalistej Turni, Schronisko Wielka Strąka, Szczelina w Rozwalistej Turni.

## Drogi wspinaczkowe
1. Zaułek Taczały; II+
2. Kominek Formy; II+
3. Radocha kilofa; III+
4. Lewa dziupla; V+
5. Prawa dziupla; IV+
6. Artur nie pierzchaj!; V+
7. Pierzchnięcie wprost; VI
8. Pierzchnięta grań; II. (Uwaga na luźne kamienie – zakaz zjazdu z wierzchołka!)
9. Połeć Gumy; V+
10. Mała niespodzianka; VI.2
11. Z punktu widzenia nocnego portiera; VI.1+
12. Tura Artura; VI.3+
13. Sok z gumy, ja gut; VI.1
14. Kobylański Tabor; VI.1
15. Praktyka Szymika; VI+
16. Baran z Komodo; V+
17. Baran z komodą; V,
18. Komoda bez Barana; V-
19. Powrót Gumy marnotrawnego; IV+
20. Trawers Rozwalistej; 1 wyciąg, III+
21. Trawers Rozwalistej; 2 wyciąg, IV+. (Uwaga na luźne kamienie – zakaz zjazdu z wierzchołka!)
22. Szczytnik; IV, wyjście na szczyt jako drugi wyciąg dla kilku dróg poniżej. (Uwaga na luźne kamienie – zakaz zjazdu z wierzchołka!)
23. Direttissima Rozwalistej; 1 wyciąg, IV+
24. Direttissima Rozwalistej; 2 wyciąg, III. (Uwaga na luźne kamienie – zakaz zjazdu z wierzchołka!)
25. Jej Rozwalistość!; wyciąg, V-
26. Jej Rozwalistość!; 2 wyciąg, IV+. (Uwaga na luźne kamienie – zakaz zjazdu z wierzchołka!)
27. Mentallica; VI.1
28. Zdrajca metalu; VI.1
29. Droga kaskaderów; VI. (Uwaga na luźne kamienie – zakaz zjazdu z wierzchołka!)
30. Radocha Krzysztofa; VI.1+, połączenie dróg 28 i 29 w jeden, ponad 40 m pasaż. (Uwaga na luźne kamienie – zakaz zjazdu z wierzchołka!)

Wykaz dróg na podstawie portalu Wspinanie. W artykule portalu znajduje się także wykaz autorów dróg i szczegółowe zalecenia dotyczące wspinaczki na Rozwalistej Turni